# Descemer Bueno
Pour les articles homonymes, voir Bueno.
Descemer Bueno, né en 1971 à Habana Vieja (la vieille ville de la Havane) est un chanteur, compositeur et producteur de musique cubain. Il est connu pour avoir joué de la basse avec Santiago Feliú (es) (un grand troubadour cubain) lors de ses premiers spectacles professionnels.

## Biographie
Descemer Bueno étudie la musique à Cuba avant de devenir professeur de celle-ci. En 1990, il forme Estado de Animo, un groupe cubain de jazz combo avec le guitariste Elmer Ferrer et le trompettiste Roberto Carcasés. Son groupe rencontre le succès en 1990 lors d’une tournée mondiale en Espagne, Bolivie, Uruguay, Allemagne et Argentine. Plus tard, en 1998, Descemer Bueno jouera aux États-Unis avec l’ensemble de jazz Columna B.
Durant cette période, Descemer Bueno réside à l’université Stanford en Californie puis part en Afrique du Sud pour enseigner une année à l’université du Cap. En 1999, Descemer Bueno se rend à New York et devient une figure active de son groupe de hip-hop La Yerba Buena en écrivant ou coécrivant la plupart des chansons de leur premier album President Alien. Les chansons de Yerba Buena sont utilisées dans de nombreux films américains, ainsi que dans des publicités pour Pepsi.
L'engagement de Descemer Bueno dans Yerba Buena est de courte durée. Descemer Bueno retourne à Cuba afin de produire, arranger et composer des musiques pour de nombreux jeunes musiciens cubains comme Haydée Milanés, William Vivanco pour La Isla Milagrosa et Yusa pour Breathe. Il compose aussi la musique du film Havana Blues qui lui vaut le prix Goya d‘Espagne en 2006 pour la meilleure bande originale.
Descemer Bueno est aussi connu pour ses talents d’écrivain. Il est nommé bolerista après avoir écrit des boleros pour Fernando Alvarez juste avant la mort du chanteur en 2002.
En 2005, Bueno enregistre son premier album solo Siete Rayo, un album de hip-hop fusion après avoir signé avec Universal Latin. Le guitariste George Pajon de The Black Eyed Peas a collaboré à cet album.
En 2014, il coécrit la chanson Bailando, tirée de l'album Sex and Love du chanteur espagnol Enrique Iglesias.
Le 24 février 2017, il sort la chanson Subeme la Radio avec Enrique Iglesias.
En février 2021, Descemer Bueno, associé avec Yotuel Romero, le duo Gente de Zona et les rappeurs Maykel Osorbo et El Funky, interprète sur les réseaux sociaux Patria y vida. Ce titre  prend le contrepied du slogan révolutionnaire Patria o Muerte,  pour dénoncer 60 ans de dictature communiste à Cuba. En 72 heures le clip fait un million de vues sur YouTube et devient virale sur les réseaux sociaux cubains ,.

## Discographie

### Albums
- 2005: Siete Rayo
- 2012: Bueno

### Singles
- 2017: "El Problema Es el Amor" (feat. Chacal)
- 2017: "Química" (feat. Yomil and El Dany)
- 2017: "Preciosa"
- 2018: "Nos Fuimos Lejos" (duo avec Enrique Iglesias feat. El Micha)
- 2019: "Mátame" (feat. Melody & El Micha)

Participations
- 2014: "Bailando" (Enrique Iglesias feat. Gente de Zona, Descemer Bueno, ...)
- 2015: "Tu Eres la Razón" (Olga Tañón feat. Descemer Bueno & Qva Libre)
- 2016: "Cuba Isla Bella" (Orishas feat. Gente de Zona, Leoni Torres, Isaac Delgado, Buena Fe, Descemer Bueno, Laritza Bacallao, Waldo Mendoza & Pedrito Martinez)
- 2017: "Súbeme la Radio" (Enrique Iglesias feat. Descemer Bueno & Zion & Lennox)
- 2017: "Como El Agua" (Rotem Cohen feat. Descemer Bueno) (Bachata)

## Récompenses
- 2006 : prix Goya pour la meilleure bande originale (film Habana Blues)